# Мальмё Редхокс
«Мальмё Редхокс» (швед. Malmö Redhawks) — шведский клуб по хоккею с шайбой из города Мальмё. Основан в 1947 году.

## История
Хоккейный клуб «Мальмё» был основан в 1947 году как хоккейная секция одноимённого спортивного клуба. 28 февраля 1972 года подразделение стало независимым клубом. Клуб выступал в первом и втором дивизионах Швеции. В сезоне 1989/90 команда заняла первое место в первом дивизионе и вышла в высшую лигу. В 1992 году команда завоевала первый титул, а в 1994 году повторила свой успех. В 1996 году клуб сменил название на «МИФ Редхокс», а в 2003 году приобрел текущее название.
В сезоне 2004/05 команда финишировала в зоне вылета, а по результатам квалификационного турнира выбыла в низшую лигу. Некоторое время команда балансировала между двумя лигами. Перед началом сезона 2008/09 в высшей лиге команда переехала на новую арену. По итогам сезона «Мальмё» удалось закрепиться в элите. В 2009 и 2012 годах команде из-за финансовых проблем, для того, чтобы остаться в лиге, приходилось разрывать контракты с наиболее дорогостоящими игроками. В 2011 году владельцем команды стал бизнесмен Хьюго Стейнбек. В сезоне 2014/15 команда выступала в первом дивизионе, откуда вновь поднялась в высшую лигу, где и выступает до сих пор.
Является одной из лучшей командой Швеции. 